# Technische Dokumentation für Medizinprodukte
Die Technische Dokumentation für Medizinprodukte umfasst alle Dokumente, die die Hersteller bereitstellen müssen, um ihre Medizinprodukte einer Konformitätsbewertung zu unterziehen.
Man benötigt die technische Dokumentation, um ein Medizinprodukt auf den Markt bringen zu dürfen und um das Qualitätsmanagement zertifizieren zu können. Gesetzliche Anforderungen ergeben sich aus dem Medizinproduktegesetz und der Verordnung (EU) 2017/745 über Medizinprodukte, insbesondere deren Anhang II und III.

## Rolle der technischen Dokumentation im Qualitätsmanagement
Die technische Dokumentation, auch „Technical File“ genannt, wird von den Herstellern entwicklungsbegleitend geschrieben. Die technische Dokumentation für Medizinprodukte wird erst an die Benannten Stellen (unabhängige Prüf- und Zertifizierungsstelle) zur Überprüfung eingereicht. Die technische Dokumentation ist meist ein Gegenstand der ISO-13485-Audits. Anhand dieser Dokumentation wird von den Auditoren geprüft, ob die Anforderungen der Medizinprodukte-Richtlinie eingehalten worden sind und ob die Hersteller konform mit dem eigenen Qualitätsmanagementsystem arbeiten. Mit Hilfe der QM-System-Prozesse werden die Medizinprodukte entwickelt und produziert. Anhand vollständiger technischer Dokumentation können Medizinprodukte-Hersteller nachweisen, dass ihr Medizinprodukt die grundlegenden Anforderungen erfüllt und ihr QM-System wirksam ist. Das QM-System ist bei vielen Herstellern die Voraussetzung für die Konformitätsbewertung.

## Typischer Aufbau
Verschiedenen Organisationen und benannte Stellen veröffentlichen Empfehlungen bezüglich des Aufbaus der Technischen Dokumentation.
- Produktbeschreibung
- Bestimmungsgemäße Verwendung (Intended Use) / Indikationen
- Nebenwirkungen  / Kontraindikationen
- Auflistung der in Kombination verwendbaren Artikel / Beschreibung der Schnittstellen
- Klassifizierung (Richtlinie / Regel)
- Gebrauchsanweisung / Beipackzettel
- Produktkennzeichnung (Labeling)
- Checkliste der grundlegenden Anforderungen (Essential requirements checklist)
- Liste der angewandten Normen
- Risikomanagementakte
- Technische Daten
- Zeichnungen / Spezifikationen / Stücklisten
- Fertigungsanweisungen und Arbeitspläne
- Prüfanweisungen
- Verifizierungs- und Validierungsprotokolle im Rahmen der Entwicklung
- Verpackungsdefinition
- Klinische Prüfung / Nachweis der Wirksamkeit
- Gebrauchstauglichkeit

Anhang II der MDR beschreibt den Aufbau, Inhalt und Struktur einer Technischen Dokumentation, Anhang III dasselbe für die technische Dokumentation über die Überwachung nach dem Inverkehrbringen.

## Konformitätsbewertungsverfahren
Die Konformität der technischen Dokumentation mit den grundlegenden Anforderungen der europäischen Richtlinien stellen die Hersteller des Medizinproduktes im Rahmen der Konformitätsbewertung selbst fest. Ein vollständiges Qualitätssicherungssystem nach ISO 13485 wird vorausgesetzt um eine Konformitätsbewertung zu ermöglichen.